# Couvent de la Résurrection de Torjok
Le couvent de la Résurrection de Torjok (en russe : Воскресенский монастырь) est un monastère orthodoxe construit en pierre, située dans la ville de Torjok, dans l'oblast de Tver, en Russie européenne. L'édifice est classé dans la liste de l'héritage patrimonial de la Russie d'importance fédérale depuis 1974.

## Géographie
L'église est située dans la ville de Torjok, dans l'oblast de Tver. Il se trouve au no 32 de la rue Stepan Razine de Torjok.

## Histoire
Le moanstère a été fondé entre 1601 et 1600 à Torjok, et les bâtiments originaux étaient en bois. Au début du XVIIe siècle, les polono-lituaniens le pillèrent, avant qu'il soit restauré à la fin du siècle. Dans la seconde moitié du XVIIIe siècle, la pierre remplaça le bois dans le monastère.

## Patrimonialité
L'édifice est classé dans la liste de l'héritage patrimonial de la Russie d'importance régionale sous le no 691620585210006.